# Frank Sargeson
Frank Sargeson, pseudonimo di Norris Frank Davey (Hamilton, 23 marzo 1903 – Takapuna, 1º marzo 1982), è stato uno scrittore neozelandese.
Acquistò celebrità come novelliere con That summer and other stories (1946), ma si confermò ottimo romanziere con Memories of a peon (1965). Fece molto discutere il suo dramma Wrestling with the angel (1964).